# Bèthvéder de Comenge
Bèthvéder de Comenge (francès Belbèze-en-Comminges) és un municipi occità, de Comenge a Gascunya, en el departament de l'Alta Garona, a la regió d'Occitània.